# 叉车厂站
叉车厂站是位于辽宁省大连市甘井子区营城子街道的一个铁路车站。有旅顺支线经过该站。该站原是大连叉车有限责任公司（前大连叉车总厂）的职工通勤车站、乘降所，现已不办理任何客货运业务。隶属中国铁路沈阳局集团管辖，为四等站。